# Ektonodiastylis robusta
Ektonodiastylis robusta är en kräftdjursart som beskrevs av Gerken, Watling och Klitgaard 2000. Ektonodiastylis robusta ingår i släktet Ektonodiastylis och familjen Diastylidae. Inga underarter finns listade i Catalogue of Life.